# 殺るかやられるか
『殺るかやられるか』（やるかやられるか）は、1966年9月7日に日活で製作された、野村孝監督、高橋英樹主演のアクション映画。

## キャスト
- 高橋英樹 : 三上伸一
- 芦川いづみ : 村井雅江
- 藤竜也 : 三上英次
- 平塚ひろみ : 村井かおる
- 江角英明 : 村井良平
- 杉浦直樹 : 千葉
- 太田雅子 : 川口紀子
- 久松洪介 : 川口修造
- 佐々木孝丸 : 宇佐見雄作
- 黒田剛 : 吉田
- 長弘 : 早碕
- 赤司健介 : サブ
- 吉田毅 : ケン
- 野呂圭介 : 三浦達夫
- 山田禅二 : 刑務所所長
- 久遠利三 : マネージャー
- 小柴隆 : バーテン
- 澄川透 : 立ちんぼ
- 吉田勇男 : ルンペン風の男
- 高山千草 : 街娼風の女
- 郷えい治 : 宇佐見市郎
- 加藤武 : 堀内医師

## スタッフ
- 監督 : 野村孝
- 脚本 : 中西隆三、藤井鷹史
- 編集 : 鈴木晄
- 音楽 : 伊部晴美

## 併映作品
- 『三匹の牝猫』: 井田探監督